# Beskidte tanker
Beskidte Tanker er det danske band Von Dü's andet album. Albummet blev udgivet den 5. marts 2012. Albummet er udgivet på bandets eget pladeselskab Von Dü Entertainment og bliver distribueret af VME.
Albummets 13 sange er skrevet af Von Dü og indspilningerne er fortaget i MediaSound Studios på Amager med Peter Brander som studietekniker. 
I sangen Udebane gæster den Aarhusianske rapper Marvin Till og på sangene Under Radaren, Hjemmebane, Udebane og Ser Hvad Der Sker spiller Troels Kjær klaver og orgel. Herudover er resten af sangene indspillet af Von Dü selv.
Pladen er mixet af Richard Furch i Los Angeles og mastereret i MediaSound Studios.

## Modtagelse
Albummet blev ikke godt modtaget, hvor blandt andet Gaffa kun gav én ud af seks stjerner.

## Spor
| #   | Titel                         | Længde |
| --- | ----------------------------- | ------ |
| 1.  | "Tændt"                       | 3:55   |
| 2.  | "Pisser I Modvind"            | 4:59   |
| 3.  | "Sommer I Danmark"            | 3:19   |
| 4.  | "Under Radaren"               | 5:11   |
| 5.  | "Hjemmebane"                  | 4:14   |
| 6.  | "Orden og Lov"                | 5:29   |
| 7.  | "Voksentøj"                   | 4:36   |
| 8.  | "Problemer"                   | 5:51   |
| 9.  | "Udebane" (Feat. Marvin Till) | 3:24   |
| 10. | "Sexy Slange"                 | 5:01   |
| 11. | "BTalent"                     | 4:51   |
| 12. | "Ser Hvad Der Sker"           | 3:38   |
| 13. | "Hjemmebane (CHLLNGR Remix)"  | 4:37   |

Noter
- (*) angiver co-producer.